# Ilkanato
El Ilkanato o Iljanato persa (en persa: ایلخانان‎, Iljanán; en mongol: Хүлэгийн улс, Hulagu-yn Ulus) fue una de las cuatro partes en que se dividió el Imperio mongol, y fue gobernada por la casa mongola de Hulagu. Fue fundado en el siglo XIII, y estaba centrado principalmente en la región de Persia, e incluía el territorio del actual Irán y de la mayor parte de sus actuales países vecinos.
El ilkanato se originó, inicialmente, en las campañas de Gengis Kan contra el Imperio corasmio de Asia Central entre los años 1219-1224, y fue fundado por uno de los nietos de Gengis, Hulagu Kan. En su apogeo, este estado se expandió por territorios que hoy conforman la mayor parte de Irak, Irán, Turkmenistán, Armenia, Azerbaiyán, Georgia, Turquía, Afganistán occidental y Pakistán suroccidental.
El Ilkanato adoptó al principio muchas religiones, pero sintió especial simpatía por el budismo y el cristianismo. Durante gran parte de su historia hubo una situación religiosa tensa, pues gobernantes mongoles budistas regían sobre una población fundamentalmente musulmana, lo que motivó una tibia intervención de los mongoles en las cruzadas apoyando al bando europeo cristiano. No obstante, el ilkán Ghazan se convirtió finalmente al islam, y todos los últimos ilkanes fueron musulmanes como su pueblo.

## El título
Según el historiador Rashid-al-Din Hamadani, Kublai concedió a Hulagu (Hulegu) el título de Ilkán después de su derrota de Ariq Böke. El término il-kan (o il-jan) significa «kan subordinado» y se refiere a su deferencia inicial a Möngke Kan y sus sucesores grandes kanes del imperio completo. El título de Ilkán/Ilján, a cargo de los descendientes de Hulagu y más tarde de otros príncipes Borjigin de Persia, no se materializa en las fuentes hasta después de 1260.

## Historia

### Primer gobierno mongol en Persia

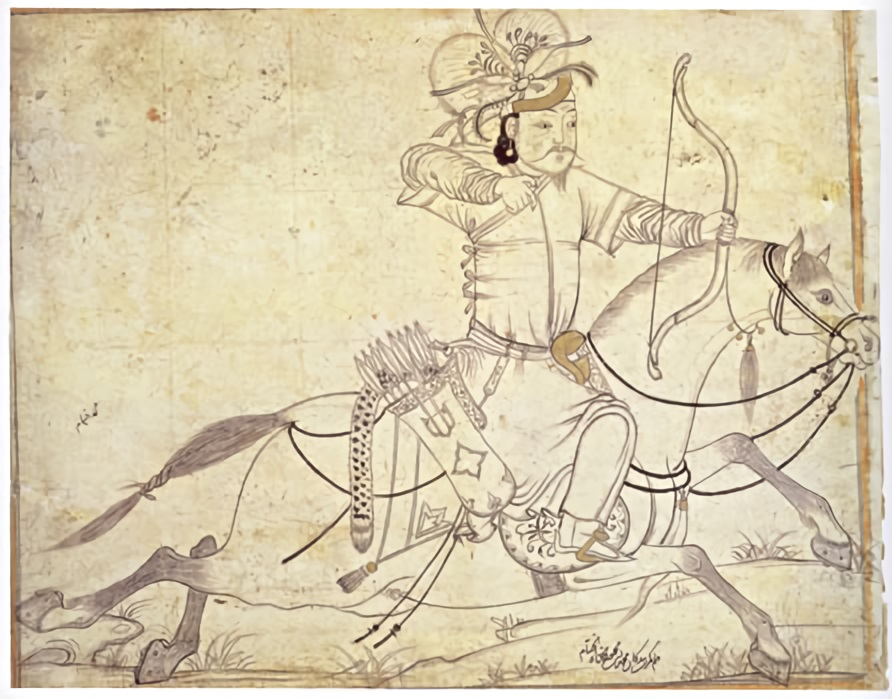
Un arquero a caballo mongol en el.

Cuando Mohamed II de Corasmia ejecutó a los comerciantes enviados por los mongoles, Gengis Kan declaró la guerra en 1219 a la dinastía jorezmita. Los mongoles invadieron el imperio, ocupando todas las ciudades y centros de población principales entre 1219 y 1221. El Irak persa fue devastado por el destacamento mongol al mando de los generales Jebe y Subotai, y dejaron la región en ruinas. Transoxiana también quedó bajo dominio mongol después de la invasión. El área indivisa localizada al oeste de la Transoxiana fue la herencia que dejó Genghis Kan a la familia Borjigin. Por lo tanto, las familias de los últimos cuatro hijos designaron a sus funcionarios bajo el mando de los gobernadores del Gran Kan, Chin-Temür, Nussal y Korguz, en esa región.
El hijo de Jalal ad-Din Mingburnu regresó a Irán hacia 1224, después de su exilio en la India. Los Estados túrquicos rivales, que era todo lo que quedaba del imperio de su padre, se apresuraron a declararle su lealtad. Rechazó el primer intento mongol de tomar la Persia central. Sin embargo, Jalal ad-Din fue anulado y aplastado por el ejército de Chormaqan enviado por el gran kan Ögedei en 1231. Durante la expedición mongol, Azerbaiyán y las dinastías meridionales persas en Fars y Kermán se sometieron voluntariamente a los mongoles y acordaron pagarles tributo. Hacia el oeste, Hamadán y el resto de Persia fueron asegurados por Chormaqan. Los mongoles volvieron su atención hacia Armenia y Georgia en 1234 o 1236. Completaron la conquista del reino de Georgia en 1238; sin embargo, el Imperio mongol comenzó a atacar la parte occidental de la Gran Armenia, que estaba gobernada por los selyúcidas al año siguiente.
En 1236 Ögedei decidió abandonar Jorasán y procedió a poblar Herat. Los gobernantes mongoles, en su mayoría militares, acamparon en la llanura Mughan en lo que hoy es Azerbaiyán. Al darse cuenta de la peligrosidad de los mongoles, los gobernantes de Mosul y del reino armenio de Cilicia se sometieron al Gran Kan. Chormaqan dividió la región de Transcaucasia en tres distritos basándose en la jerarquía militar mongol. En Georgia, la población se dividió temporalmente en ocho tumenes. Hacia el año 1237 el Imperio mongol ya había subyugado la mayor parte de Persia (excluyendo el Irak abasí y las fortalezas ismaelitas), y todo Afganistán y Cachemira.
Después de la batalla de Köse Dağ en 1243, los mongoles al mando del general Baiju ocuparon Anatolia, mientras que el sultanato selyúcida de Rüm y el Imperio de Trebisonda convían con Estados vasallos suyos.
Guyuk Kan abolió los decretos emitidos por los príncipes mongoles que habían ordenado el incremento de los ingresos de los distritos en Persia, así como ofreció exenciones fiscales a otros hacia el año 1244.
De acuerdo con la queja del gobernador de Arghun el Viejo (Arghun agha), Möngke Kan prohibió a los comerciantes ortog y a los nobles abusar en los puestos de descanso, yam, y los hizo civiles en 1251. Ordenó un nuevo censo y decretó que cada hombre en el Oriente Medio gobernado por los mongoles debía pagar en proporción a su propiedad. Persia fue dividida en cuatro distritos bajo Arghun. Möngke Kan concedió la autoridad a la dinastía Kart sobre Herat, Jam, Bushanj, Ghor, Khaysar, Firuz-Kuh, Gharjistan, Farah, Sistán, Kabul, Tirah y Afganistán.

### El primer ilkán
El fundador de la dinastía de los Ilkanes fue Hulagu Kan, nieto de Gengis Kan y hermano tanto del entonces gran kan Möngke así como de Kublai Kan, que le sucedería. Partiendo desde Baiju en el año 1255 o 1256, estaba encargado de sojuzgar a los reinos musulmanes del oeste «hasta las fronteras de Egipto». Su expedición fue, sin embargo, detenida en Palestina debido a la muerte del kan Möngke, tras lo cual los mongoles se retiraron, sufriendo una dura derrota en la batalla de Ain Yalut. Tras el ascenso de su hermano Kublai, Hulagu volvió, y la sucesión continuó de allí en adelante a través de su familia —el verdadero comienzo de la dinastía de los Il-Janes, un término que significa «kan subordinado» y se refiere a su deferencia a Kublai como soberano supremo—. 
Los descendientes de Hulagu gobernaron Persia durante los siguientes ochenta años, convirtiéndose al islam (Ghazan fue el primer kan en hacerlo). Los Ilkanes continuaron oponiéndose a los mamelucos, los cuales habían derrotado a los anteriores invasores mongoles y a los cruzados, pero no consiguieron ganar ni un palmo de su terreno, siendo forzados a abandonar sus objetivos en Siria y el reino armenio en Cilicia. La hostilidad de los otros kanatos al norte y al oeste impidió una expansión del Ilkanato hacia el oeste: el kanato de Chagatai en Mogulistán y la Horda Azul de Batu amenazaron al Ilkanato en el Cáucaso y la Transoxiana. Incluso bajo el mandato de Hulagu el Ilkanato estuvo enzarzado en una guerra abierta en el Cáucaso con los mongoles de las estepas rusas. Tras la muerte de Abu Sa'id en el año 1335, el kanato comenzó a desintegrarse rápidamente, disolviéndose en una serie de Estados rivales. El último de los pretendidos il-janes fue asesinado en el año 1353.

#### Conversión al islam

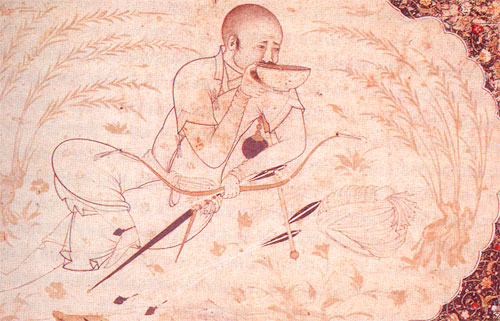
Hulagu, nieto de Gengis Kan y fundador del Ilkanato.

En el período tras el gobierno de Hulagu (que era animista como era tradicional entre los mongoles), sus sucesores empezaron a adoptar el budismo tibetano que fue la religión de los kanes entre Abaqa (1265-1282) y Baydu (1295). A pesar de que muchos países cristianos se animaron al percibir una preferencia por el nestorianismo por parte de los gobernantes del Ilkanato, esta situación probablemente se debía a la tradicional imparcialidad mongola ante las religiones competidoras, y creó una brecha creciente entre los iljanes y la mayoría musulmana que gobernaban. Esto cambió cuando Ghazan, poco antes de destronar a Baydu, se convirtió al islam y promovió esta religión como oficial, en un claro intento de acercar al régimen a su pueblo. Los cristianos y judíos perdieron su estatus de igualdad con los musulmanes y tuvieron que pagar nuevamente el impuesto de capitación. Por otro lado, los budistas tuvieron que enfrentar la difícil decisión de convertirse al islam o ser desterrados.
La conversión del iljanato al islam apenas tuvo efectos sobre su hostilidad hacia otros reinos musulmanes y Ghazan siguió disputando el control del Levante mediterráneo a los mamelucos mediante la guerra, imponiéndose durante unos meses tras la batalla de Emesa de 1299, única victoria iljaní sobre los sultanes de Egipto. La política islámica de Ghazan continuó bajo su hermano Ölŷeitü, quien durante varios años promovió como religión oficial el chiismo duodecimano por influencia de los ulemas Allāmat al-Ḥilli y Mayṯam al-Baḥrāni. Ölŷeitü logró conquistar la región de Guilán, costera del mar Caspio, y erigió su magnífico mausoleo de Soltaníeh, que se conserva como el mejor monumento del iljanato de Persia.

## Ilkanes

### Casa de Hulagu (1256-1335; reyes del Ilkanato mongol)
- Hulagu (1256-1265)
- Abaqa (1265-1282)
- Tekuder (1282-1284)
- Arghun (1284-1291)
- Gaikhatu (1291-1295)
- Baydu (1295)
- Ghazan (1295-1304)
- Öljeitü (1304-1316)
- Abu Sa'id (1316-1335)

Después del Ilkanato, los estados regionales que se establecieron durante la desintegración levantaron sus propios candidatos como pretendientes.

### Casa de Ariq Böke
- Arpa Ke'ün (1335-1336)

### Casa de Hulagu (1336-1357)
- Musa (1336-1337) (títere de 'Ali Padshah de Bagdad)
- Muhammad (1336-1338) (títere yalayírida)
- Sati beg (1338-1339) (títere chobánida)
- Sulayman (1339-1343) (títere chobánida, reconocido por los Sarbadars 1341-1343)
- Jahan Temür (1339-1340) (títere yalayírida)
- Anushirwan (1343-1356) (títere chobánida)
- Ghazan II (1356-1357) (conocido solo por las monedas)

### Casa de Hasar
Pretendientes de Persia oriental (Jorasán):
- Togha Temür (c. 1338-1353) (reconocido por los kártidas 1338-1349; por los yalayíridas 1338-1339, 1340-1344; por los Sarbadaras 1338-1341, 1344, 1353)
- Luqman (1353-1388) (hijo de Togha Temür y el protegido de Timur)